# Südafrikanische Badmintonmeisterschaft 1966
Die Südafrikanische Badmintonmeisterschaft 1966 fand in Pretoria statt. Es war die 16. Austragung der nationalen Titelkämpfe im Badminton in Südafrika.

## Finalresultate
| Disziplin    | Sieger                    | Finalist                    | Ergebnis   |
| ------------ | ------------------------- | --------------------------- | ---------- |
| Herreneinzel | Alan Parsons              | Rennie du Toit              | 15–5, 15–2 |
| Dameneinzel  | Wilma Prade               | Ann Smith                   | 12–9, 11–2 |
| Herrendoppel | Alan Parsons William Kerr | Rennie du Toit David Powell | w.o.       |
| Damendoppel  | Wilma Prade Ann Smith     | Kay Stavridis B. Schoeman   | 15–6, 15–5 |
| Mixed        | Alan Parsons Wilma Prade  | Rennie du Toit Ann Smith    | w.o.       |